# Sous l'Inquisition
Pour plus de détails, voir Fiche technique et Distribution.
Sous l'Inquisition (titre original : Carlos und Elisabeth) est un film allemand réalisé par Richard Oswald, sorti en 1924.
Il s'agit d'une adaptation de la pièce Don Carlos de Friedrich von Schiller.

## Synopsis
Don Carlos, l'héritier du trône d'Espagne, aime Élisabeth de Valois, la femme promise à son père Philippe. Ce dernier tente d'empêcher cette union en faisant surveiller la jeune femme.
Ses motivations sont tout sauf nobles. Cela n'empêche pas Élisabeth de voir Carlos et de vouloir se marier avec lui. Ils font un plan pour fuir. Mais le plan est découvert, Philippe livre son fils à l'Inquisition. Le père refuse la miséricorde, Carlos est exécuté. Le triomphe de Philippe est de courte durée. Élisabeth ne supporte pas la douleur et se donne la mort. Le monarque despotique devient un homme brisé.

## Fiche technique
- Titre : Sous l'Inquisition
- Titre original : Carlos und Elisabeth
- Réalisation : Richard Oswald
- Scénario : Richard Oswald
- Musique : Willy Schmidt-Gentner
- Direction artistique : Oscar Friedrich Werndorff
- Directeur de la photographie : Karl Hasselmann, Karl Puth (de), Theodor Sparkuhl, Karl Vass
- Costumes : Oscar Friedrich Werndorff
- Pays d'origine : Allemagne  République de Weimar
- Genre : Drame
- Production : Richard Oswald
- Société de production : Richard-Oswald-Produktion
- Format : Noir et blanc - 1,33 :1
- Durée : 115 minutes
- Dates de sortie : 
  - Allemagne  République de Weimar : 26 février 1924

## Distribution
- Conrad Veidt : Don Carlos, le prince héritier / Charles Quint, son grand-père
- Dagny Servaes : Élisabeth de Valois
- Eugen Klöpfer : l'infant Philippe, puis roi d'Espagne
- Aud Egede Nissen : la princesse d'Éboli
- Wilhelm Dieterle : le marquis de Posa
- Adolf Klein : le Grand Inquisiteur Espinosa
- Martin Herzberg : Carlos à dix ans
- Robert Taube : le duc d'Albe
- Friedrich Kühne : Don Perez, le ministre du roi
- Rudolf Biebrach : le duc de Valois